# Winsch

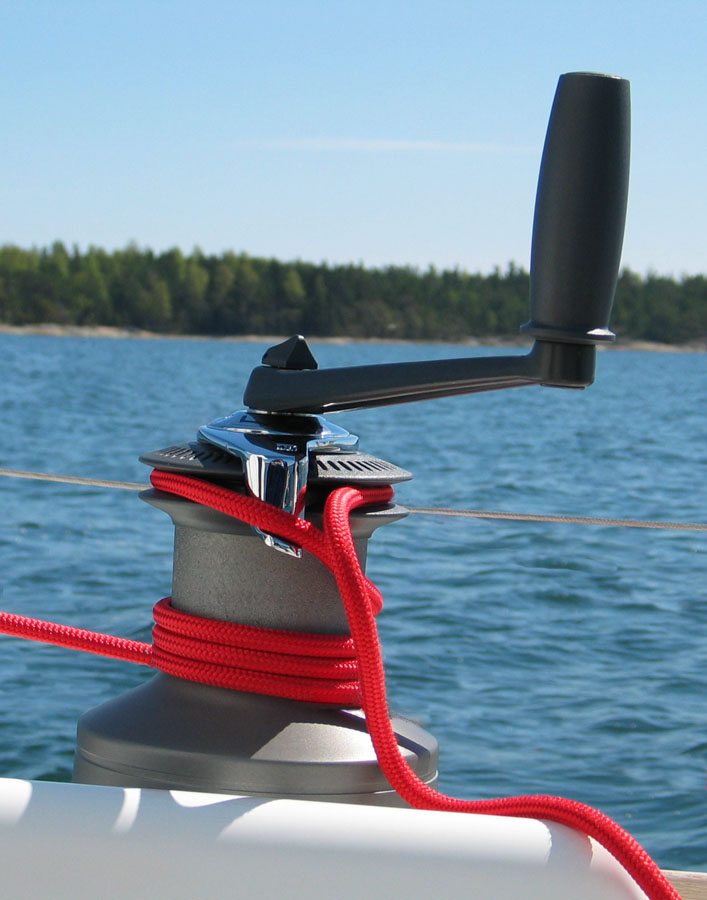
Selbstholende Winsch mit aufgesteckter Handkurbel

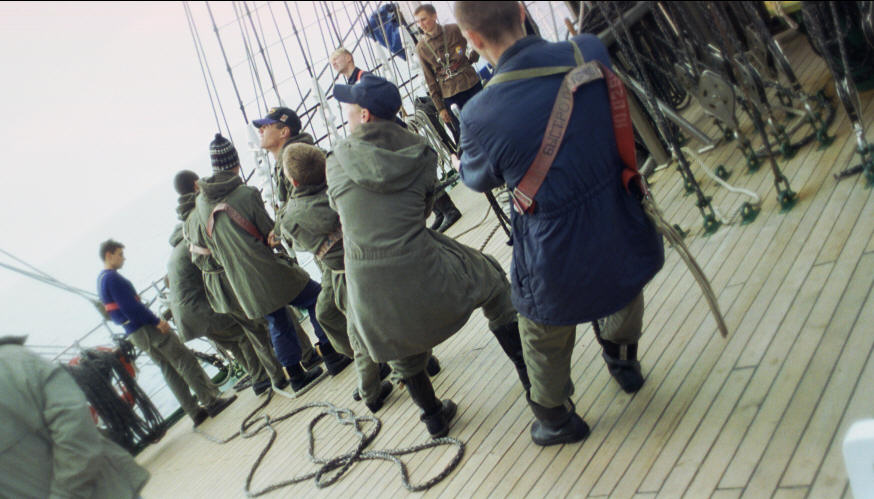
Auf Seglern ohne Winschen ist das Dichtholen der Segel erheblich schwieriger.

Eine Winsch (englisch winch: „Winde“) ist eine vor allem in der Schifffahrt gebräuchliche Seilwinde zur Übertragung größerer Zugkräfte. Auf Schiffen ist sie Bestandteil des Ladegeschirrs, in der Fischerei wird sie zum maschinellen Einholen der Netze eingesetzt, auf Segelschiffen dient sie zur Handhabung der Segel. 

## Segeln
Beim Segeln dienen Winschen der Bedienung von Schoten, Fallen und anderen Tauwerksleinen.
Eine Leine wird, im Unterschied zu anderen Seilwinden, auf einer Winsch nicht aufgewickelt, sondern lediglich mit einigen Windungen um eine Trommel gelegt, die mit einer Handkurbel (auch Winschkurbel) gedreht werden kann. Die Winschtrommel besteht aus einem aufgerauten oder gerippten Metallzylinder, der sich nur in eine Richtung drehen lässt. In der anderen Drehrichtung verhindern Sperrklinken, dass die gespannte Leine die Trommel zurückdreht und die Leine freigibt. Das lose Leinenende muss gespannt gehalten werden, um die Leine nicht durchrutschen zu lassen. Je mehr Umschlingungen auf der Trommel liegen, desto größer ist der Reibwiderstand und desto weniger Haltekraft muss aufgewandt werden. Die Euler-Eytelwein-Formel beschreibt diesen Zusammenhang. Bei selbstholenden Winschen („Selftailern“) übernimmt eine konisch profilierte und zur Erhöhung der Reibung geriffelte Umlenkrolle die Führung und verhindert ein Durchrutschen der Leine. Der Konus ermöglicht außerdem, dass Tauwerk unterschiedlichen Durchmessers über die Winsch geführt werden kann.
Zum Dichtholen der Leine kann das lose Leinenende händisch gezogen werden, solange die Last nicht zu hoch ist. Für hohe Lasten wird die Kurbel verwendet. Zum Fieren (Nachlassen der Leine) wird die Haltekraft am losen Leinenende verringert, um genau zu regulieren wie viel und wie schnell Leine gegeben wird.
Physikalisch wirkt eine Winsch als Hebel. Die Kraft vergrößert sich dabei im Verhältnis der Länge der Winschkurbel zum Durchmesser der Trommel. Mit einer längeren Kurbel können also größere Zugkräfte erreicht werden.
Zur zusätzlichen Vergrößerung des Drehmoments verfügen Winschen oft über ein eingebautes Getriebe, das mehrere Umdrehungen der Kurbel in eine geringere Zahl von Trommeldrehungen untersetzt. Bei Zweigangwinschen hat das Getriebe zwei Übersetzungsstufen. Je nach Drehrichtung der Kurbel werden dabei unterschiedliche Drehgeschwindigkeiten und Drehmomente erzielt. Auf größeren Yachten werden Winschen von einem Elektromotor oder hydraulisch angetrieben.
Die meisten Winschen sind rechtsgängig, wickeln die Leine also im Uhrzeigersinn. Auf manchen, vor allem älteren Segelbooten werden an der Backbordseite linksgängige Winschen verwendet, damit auch auf dieser Schiffsseite die von vorn kommende Leine zunächst von außen auf die Winschtrommel geführt wird.
Einige ältere Winschen haben nicht-abgewinkelte Hebel anstelle der Kurbeln.

## Typen

### Fallwinsch
Fallwinschen, oft als Mastwinsch am Mast des Schiffs angebracht, dienen der Bedienung der Fallen, mit denen die Segel hochgezogen und gespannt werden.

### Schotwinsch
Die Schotwinsch dient zur Bedienung der Schot zum Trimm der Segel. Auf Jollen werden einfache, meist kurbel- und getriebelose Schotwinschen („Knarrpoller“) benutzt. (Coffee-)Grinder (englisch, eigentlich „(Kaffee-)Mühlen“) sind große, auf einer Säule montierte Winschen mit Doppel-Kurbel auf Rennyachten, die meist von zwei Mannschaftsmitgliedern bedient werden.

### Ankerwinsch
Die Ankerwinsch, auch Ankerspill genannt, dient zum Setzen und Heben des Ankers. Unterschieden werden Winschen für Ketten und solche für Leinen, sowie mechanisch, elektrisch oder hydraulisch betriebene Ankerwinschen.

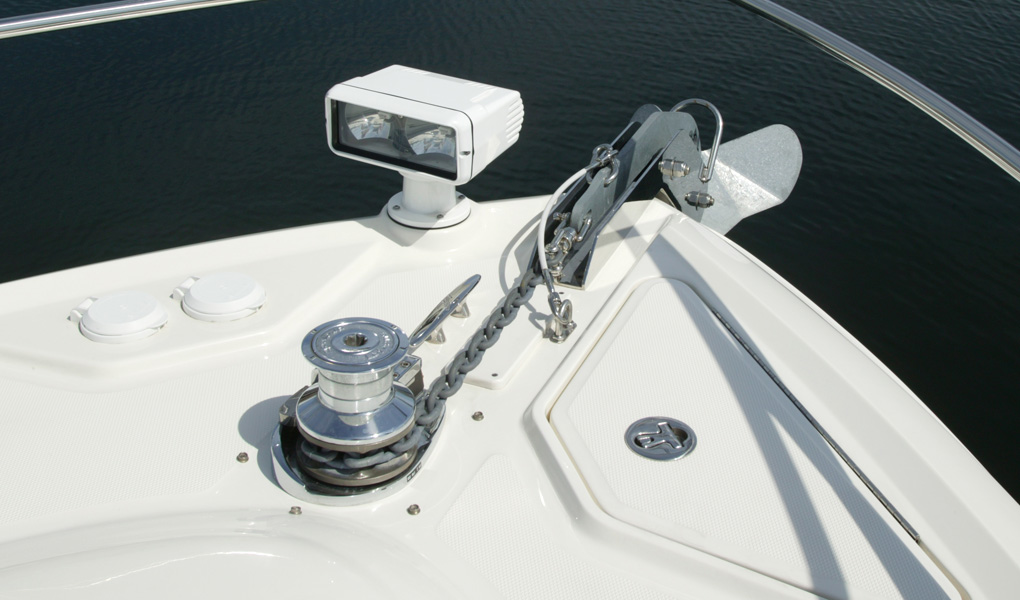
versenkte Ankerwinsch Elektromotor unter Deck oben Leinentrommel, unten Kettennuss
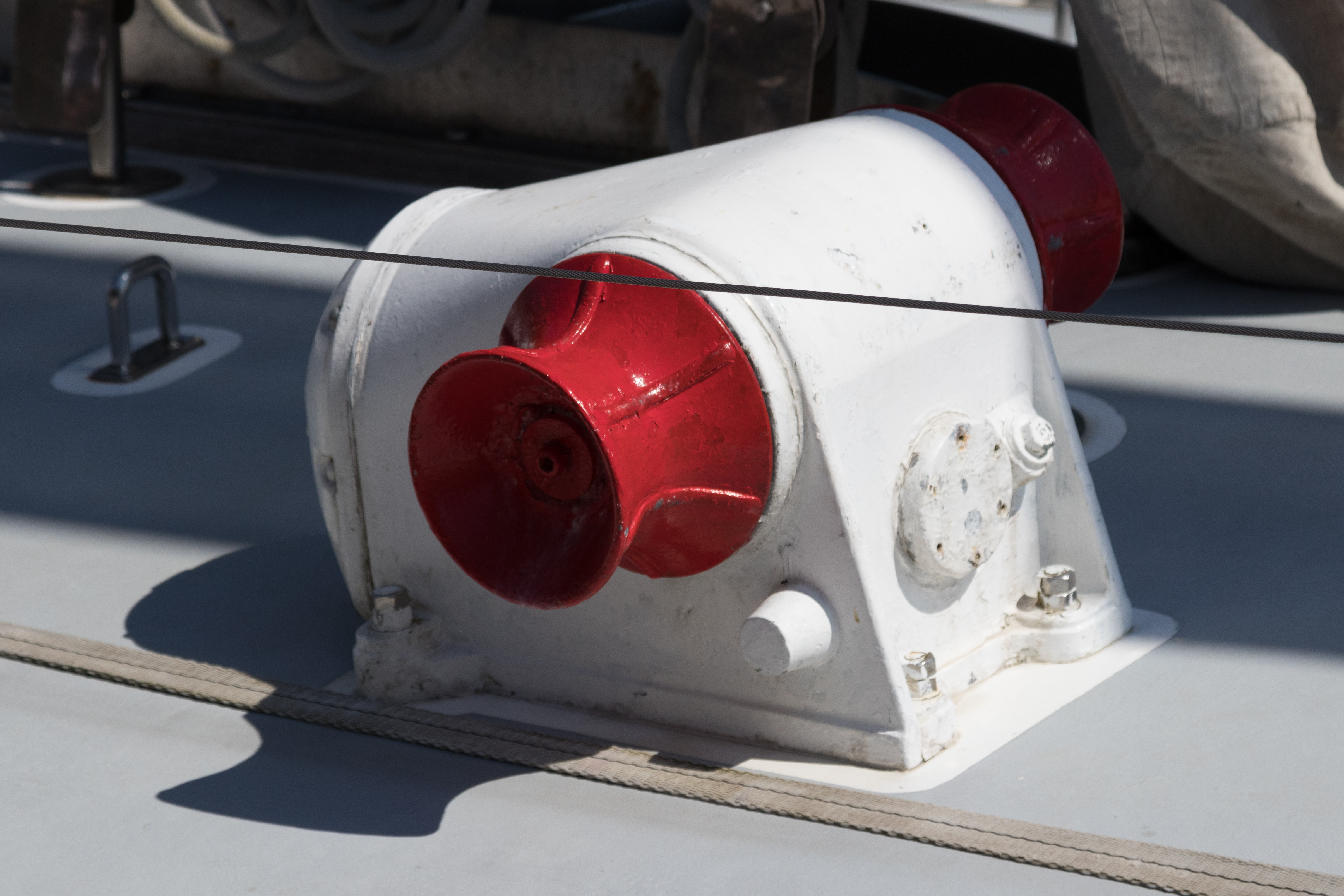
große elektrische Ankerwinsch mit Trommel für Ankertau und Kettennuss für Ankerkette

### Festmacherwinsch
Zum Anspannen (Dichtholen) von Festmacherleinen wird auf kleinen Schiffen meist die Technik „Gewicht mit dem Fuß“ eingesetzt. Bei starkem Wind oder langen Leinen wird eine Schotwinsch verwendet.
In der gewerblichen Schifffahrt und auf traditionellen Segelschiffen kommen dicke Trossen und Stahlseile zum Einsatz, die mit Großwinden (Spill) bedient und auch oft auf deren Trommel gelagert werden.

## Hubschrauber
Gelegentlich werden auch Seilwinden an Hubschraubern Winsch oder (englisch) winch genannt.